# Kleinrettbach
Kleinrettbach ist ein Ortsteil der Landgemeinde Nesse-Apfelstädt im thüringischen Landkreis Gotha. Vor der Gründung der Gemeinde Nesse-Apfelstädt am 1. Dezember 2009 war das Dorf ein Ortsteil der Gemeinde Gamstädt, in die es am 14. März 1974 eingemeindet wurde.

## Lage
Der Ort liegt am Südrand des Thüringer Beckens, etwa 2 km südlich von Gamstädt. Durch ihn führt die viel befahrene Landesstraße L 1044 zwischen dem Abzweig Gamstädt der Bundesstraße 7 und der Einmündung der Straße ca. 2 km weiter südlich in die Kreisstraße K3, die die Orte Neudietendorf und Großrettbach verbindet. Das Ortsgebiet liegt in einer Höhe von 288 m (beim Eintritt des Rettbachs auf Großrettbacher Gebiet) bis 302 m (am Grabslebener Weg Nähe historische Birke). Der Ortskern liegt in 290 m Höhe.
Wenige hundert Meter östlich des Ortes entspringt der namensgebende Rettbach in der Siebgen-Quelle.
Der höchste Punkt der Dorfgemarkung mit 308 m ü. NN liegt nordwestlich der Ortslage, wenige 100 m nördlich der Historischen Birke. Hier verläuft die Elbe-Weser-Wasserscheide: die nördlich fließende Nesse bei Gamstädt mündet in die Hörsel, die wiederum über die Werra und Weser in die Nordsee entwässert; die südliche Apfelstädt ist Nebenfluss der in die Elbe mündenden Saale.

## Geschichte
Kleinrettbach wurde erstmals zwischen 775 und 802 in einer Urkunde als Schenkung an das Kloster Hersfeld erwähnt. Es ist jedoch nicht bewiesen, ob der in der Urkunde genannte Name Rutibah tatsächlich für Klein- oder Großrettbach oder für beide Orte steht. Weitere überlieferte Schreibweisen sind Rudibach, Retbich oder Reedewich. Eine Urkunde im Landesarchiv Sachsen-Anhalt, Magdeburg, enthält eine Textpassage, in der von einem Dorf namens Rythebeche die Rede ist. Diese Urkunde vom 25. Juli 1284 ist der bislang älteste Nachweis für die Existenz des Ortes. Es ist eine Verkaufsbestätigung des Landgrafen Albert von Thüringen an das Kloster St. Martini zu Erfurt. Der Ort gehörte somit in der Folgezeit zum Gebiet der Stadt Erfurt.
Um 1500 hatte der Ort den Namen Wenigen Rettbach.
Seit der Verwaltungsreform von 1706 gehörte er zum Amt Alach. 1802 kam der Ort mit dem Erfurter Gebiet zu Preußen und zwischen 1807 und 1813 zum französischen Fürstentum Erfurt.
Mit dem Wiener Kongress kam der Ort 1815 wieder zu Preußen und wurde 1816 dem Landkreis Erfurt in der preußischen Provinz Sachsen angegliedert. Kleinrettbach gehörte als einziger der späteren Ortsteile der Gemeinde Nesse-Apfelstädt zu Preußen (Provinz Sachsen); erst nach dem Ende des Zweiten Weltkrieges kam der Ort zu Thüringen.
Am 14. März 1974 wurde Kleinrettbach zur Gemeinde Gamstädt eingemeindet und wurde am 1. Dezember 2009 mit der Neugründung der Gemeinde Nesse-Apfelstädt von dieser ein Ortsteil.
Im Rahmen eines Bürgerentscheids am 14. September 2014 entschied sich die Mehrheit der Landgemeinde dafür, Kleinrettbach den Status einer Ortschaft zu geben, womit es fortan möglich ist, einen eigenständigen Ortschaftsbürgermeister sowie Ortschaftsrat zu stellen.

## Wappen
In den ehemals selbständigen Gemeinden Kleinrettbach und Gamstädt wurden bis 1952 eigene Siegel geführt. So zeigte das Siegel der Gemeinde Kleinrettbach die perspektivische Darstellung der Siebgenquelle, die über Jahrzehnte der Wasserversorgung diente; der Name Rettbach wurde von Rieth- oder Rutibach abgeleitet und er entspringt der Siebgenquelle.

## Wirtschaft
Wichtigster Erwerbszweig des Ortes ist die Landwirtschaft. So besteht hier ein landwirtschaftlicher Betrieb als Zweigbetrieb der Agrar GmbH aus Gamstädt, eines Nachfolgebetriebes der ehemaligen LPG. Im Hofladen werden zur Weihnachtszeit Gänse, Enten und Erpel aus eigener Zucht verkauft, die man im Spätsommer und Herbst auf den umliegenden Wiesen beobachten kann.

### Geschichte der Landwirtschaft des Ortes
Die Landwirtschaft von Kleinrettbach hat eine jahrhundertealte Tradition. Da nur wenige Bewohner außerorts beschäftigt waren und es auch keine größeren Handwerks- oder Industriebetriebe im Ort gab, war die Landwirtschaft die Grundlage der Ernährung und Haupteinnahmequelle der Bewohner. Hauptsächlich wurde in einzelbäuerlichen Familienbetrieben Ackerfutterbau ausgeübt. Für den eigenen Bedarf wurden Fleisch, Milch, Butter, Eier, Mehl, Gemüse und andere Pflanzenprodukte sowie Viehfutter erzeugt. Der Verkaufserlös von nicht für den Eigenbedarf erzeugten Produkten diente der Verbesserung der Lebensqualität und zur Anschaffung von Dünger, Saatgut, landwirtschaftlichen Geräten sowie zum Kauf von Zucht- und Nutzvieh. Für die industrielle Weiterverarbeitung wurden außer Zuckerrüben und Faserlein keine Produkte angebaut.
Das änderte sich nach dem Ende des Zweiten Weltkriegs, als die sowjetische Besatzungsmacht die Pflichtablieferung einführte, durch die die Höfe veranlasst wurden, bestimmte Sonderkulturen anzubauen (Tabak, Mohn, Lein). Das galt sowohl für den Feldanbau als auch für die Viehhaltung. Die Staffelung der Höfe erfolgte nach Betriebsgröße und vermutlicher Bodenqualität. Da die Betriebe Kleinrettbachs über eine gute Bodenqualität verfügten, hatten sie ein hohes Ablieferungssoll zu erfüllen. Die Staffelung der 46 Betriebe erfolgte in den Klassen 1–5 ha (12), 6–10 ha (16), 11–15 ha (13), 16–20 ha (4) und über 20 ha (1). Der größte Betrieb bewirtschaftete eine Fläche von fast 30 ha. Probleme entstanden den Betrieben durch das Fehlen von Arbeitskräften, weil viele Menschen Kriegsopfer waren und weil ungünstige Witterungsverhältnisse nicht berücksichtigt wurden, aber zu Mangelernten führten. Immer mehr Menschen gingen auch nach Erfurt oder Gotha arbeiten, weil sie dort mehr verdienen konnten und auch verschiedene Vergünstigungen hatten.
Um nach dem Krieg einen einigermaßen vertretbaren Lebensstandard zu erreichen, machte man 1946 eine Maschinen- und Traktorenzählung. Sie ergab u. a., dass die Betriebe insgesamt über acht Ackerschlepper verfügten, von denen sechs aus den Jahren 1925–1928 stammten und noch eisenbereift waren. Darüber hinaus gab es noch zur betriebsübergreifenden Nutzung eine Schrotanlage, eine Saatgutreinigungs- und Beizanlage und eine mobile Dreschmaschine. Dann gab es noch verschiedene andere Geräte, die für einen landwirtschaftlichen Betrieb notwendig waren. Es wurden auch Gerätschaften gezählt, die heute keine Bedeutung mehr haben: Butterfässer und kurbelbetriebene Milch-Zentrifugen.
Die erste Landwirtschaftliche Produktionsgenossenschaft (LPG) wurde am 14. Februar 1958 gegründet. 23 Mitglieder brachten insgesamt knapp 10 ha in die Genossenschaft ein. In den nächsten beiden Jahren traten weitere Bauern der LPG bei. Am 30. März 1960 wurde eine weitere LPG gegründet, die sich jedoch schon nach 24 Stunden mit ihren drei Landwirten der ersten LPG anschloss. Am 1. Januar 1974 erfolgte der Zusammenschluss der LPGs aus Kleinrettbach, Gamstädt und Frienstedt zu einer Kooperativen Abteilung Pflanzenproduktion (KAP). Viele andere Maßnahmen sollten dazu führen, die Produktionsqualität der Betriebe auf gleich hohes Niveau zu bringen, um die Ergebnisse zu verbessern. So wurden Bauten errichtet, um eine artgerechte Tierhaltung zu ermöglichen, es wurden Silos und Jauchegruben gebaut, größere Schuppen, Werkstattgebäude, Kuhställe usw.
Ende der 1960er und Anfang der 1970er Jahre wurden die Strukturen der damaligen Orte und damit auch die der Produktionseinheiten geändert. Demzufolge wurde die Baubrigade Kleinrettbach in die LPG Ermstedt integriert. Zu den neuen Aufgaben der Baubrigade gehörten die Errichtung neuer Produktionsanlagen und die Schaffung von Urlaubsmöglichkeiten wie die Urlaubszentren in Plothen, Schleusingen und Farnroda 1976 bis 1980.

## Sehenswürdigkeiten

### Dorfkirche

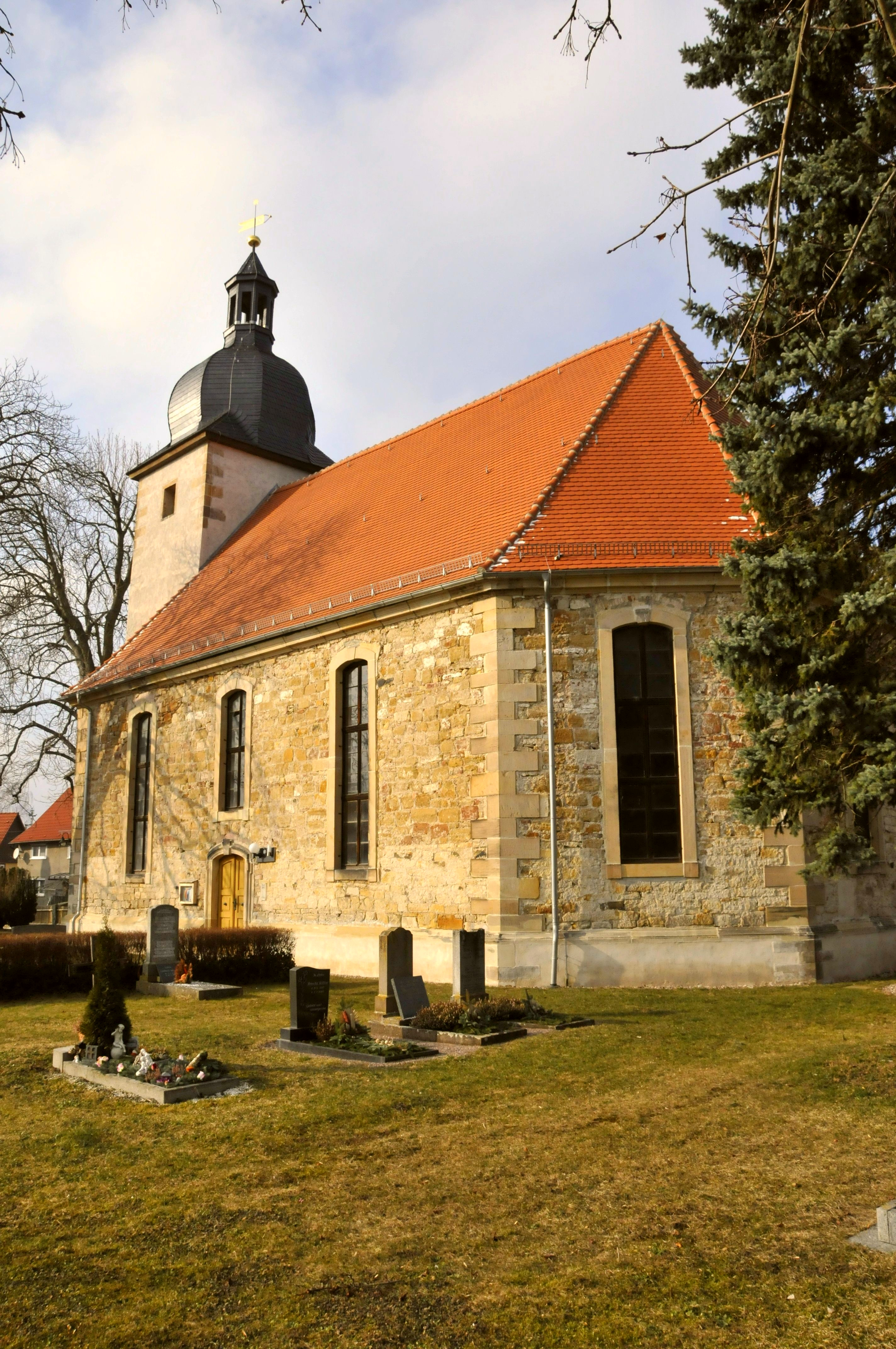
Kirche St. Severi

Mittelpunkt des Ortes ist die Kirche St. Severi.

### Steinkreuze

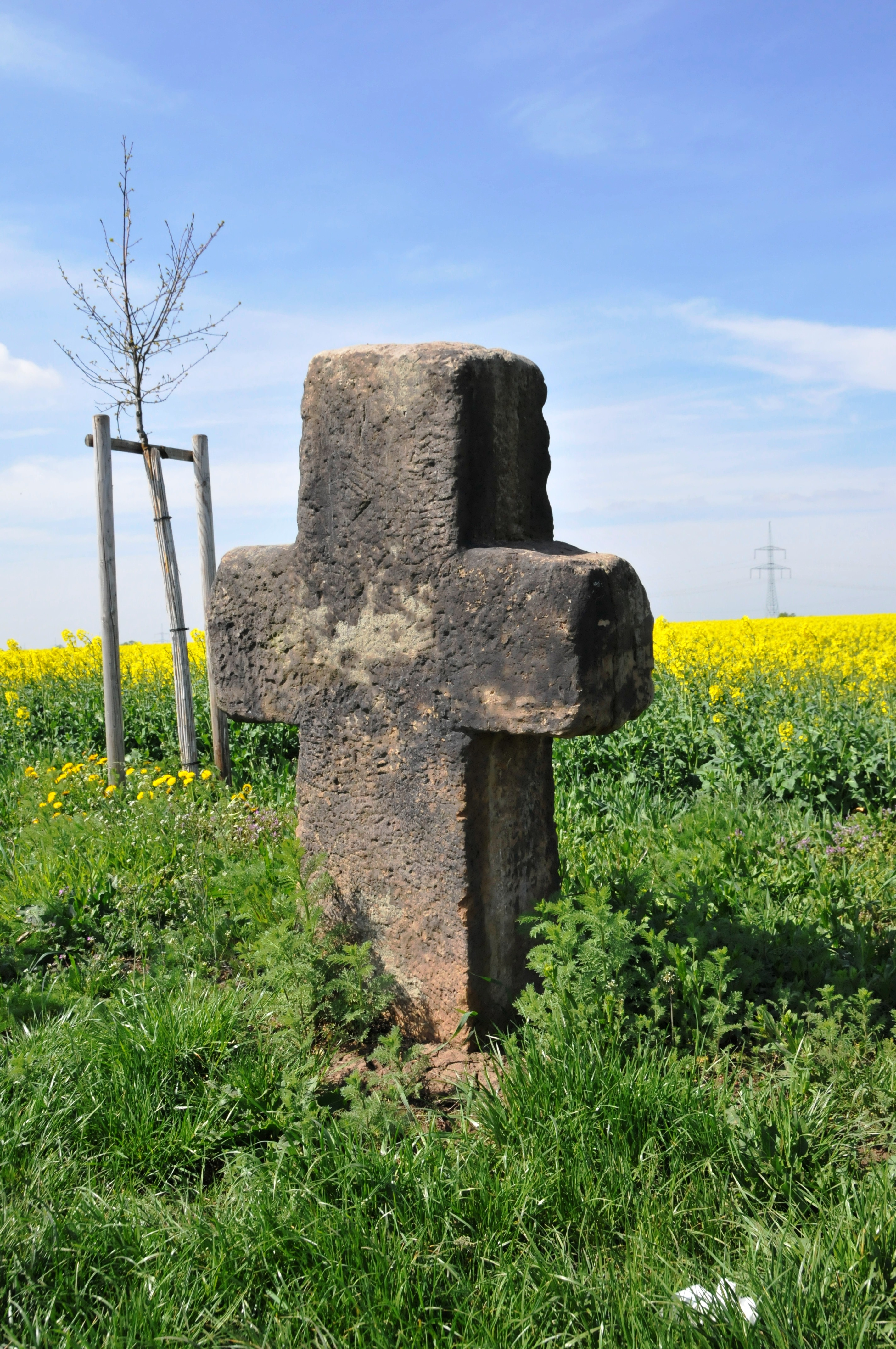
Grabslebener Steinkreuz

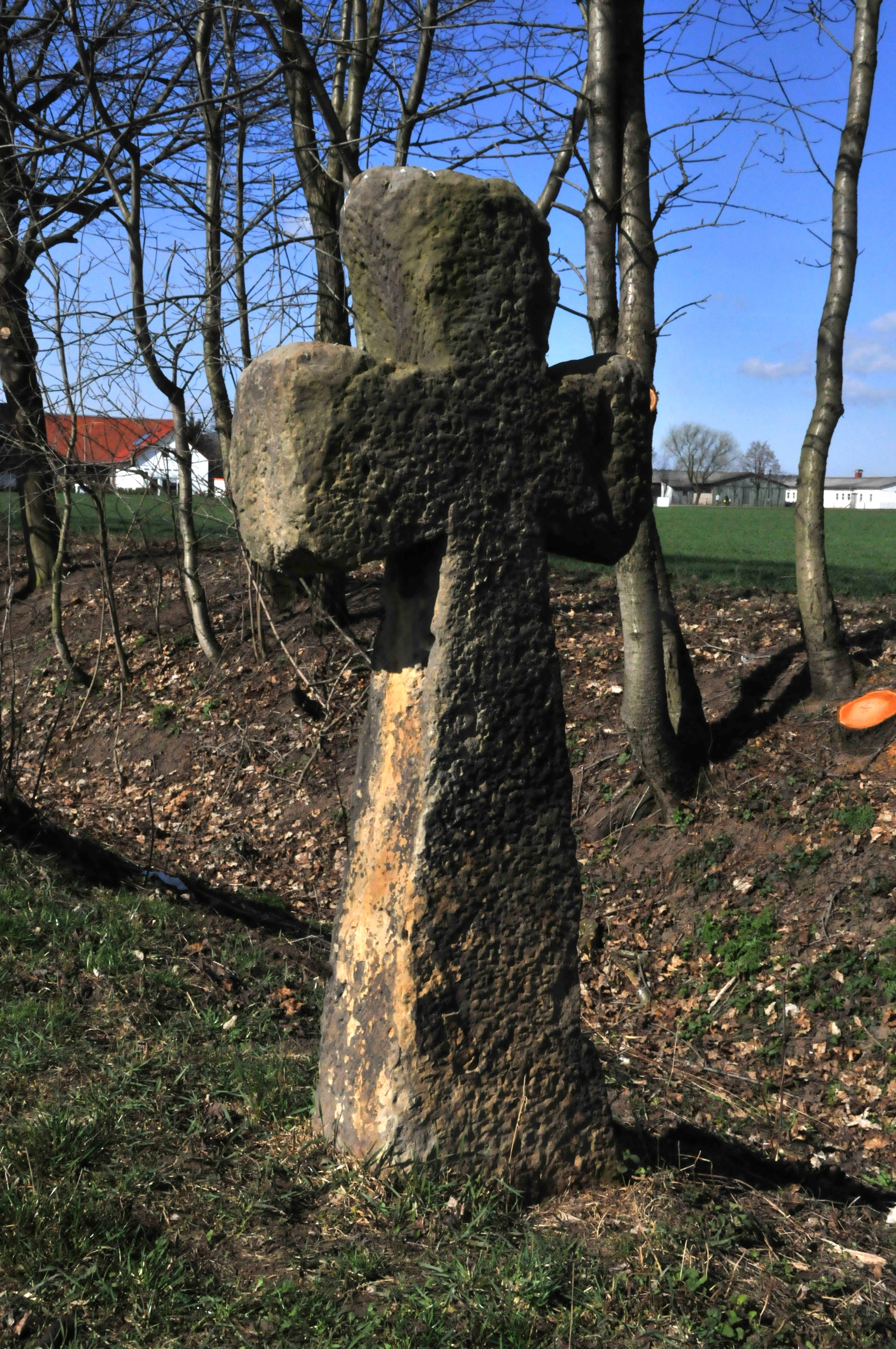
Erfurter Steinkreuz

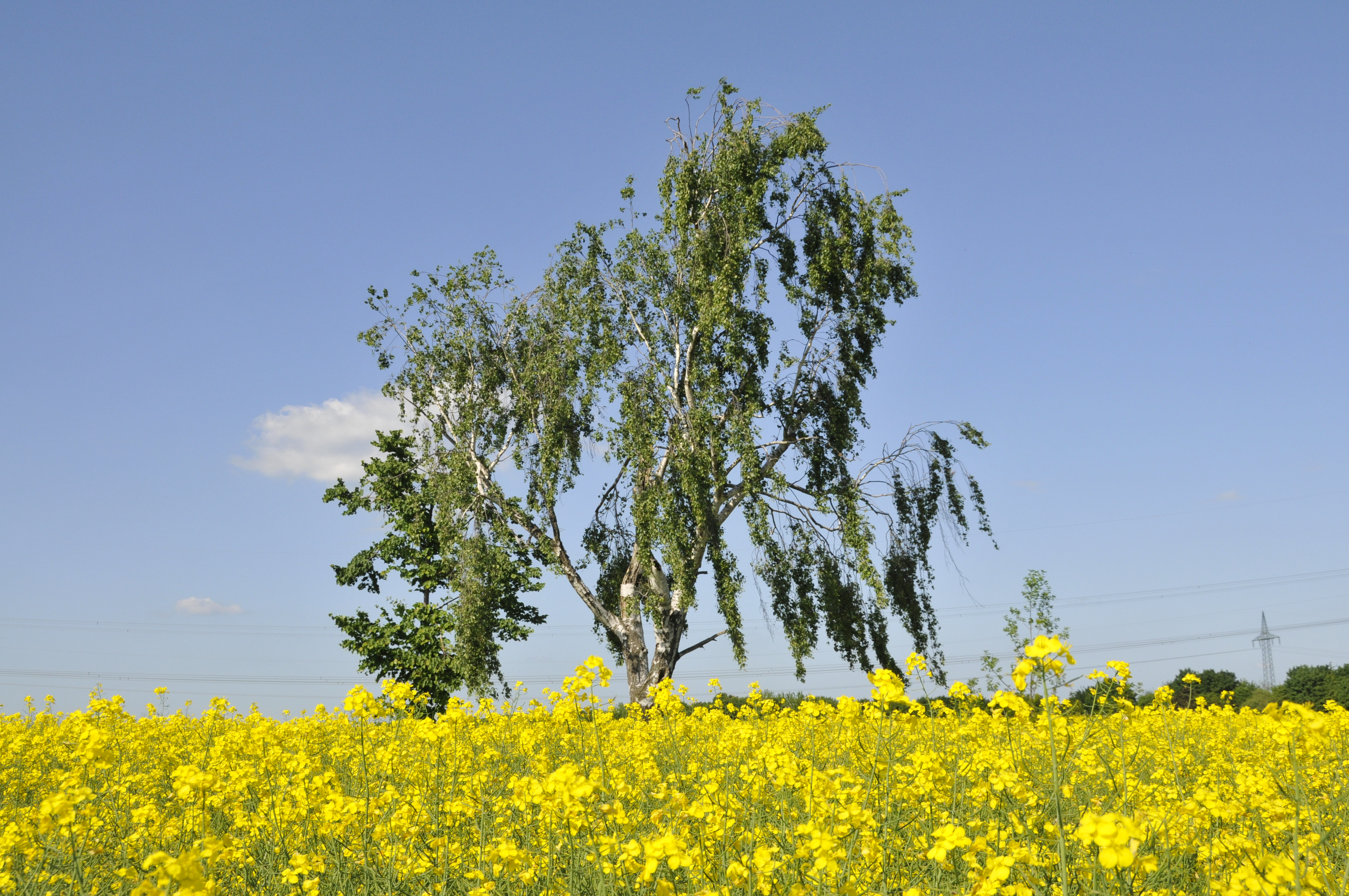
Historische Birke

Zwei Steinkreuze zeugen von der bewegten Geschichte des Dorfes: Eines steht östlich des Dorfes („Erfurter Kreuz“) und eines westlich („Grabslebener Kreuz“). Ihre Entstehung, so eine örtliche Sage, geht auf eine Begebenheit im Dreißigjährigen Krieg zurück. Eines Tages sollen sich zwei feindliche Heerscharen diesseits und jenseits des Ortes gegenübergestanden haben. Nachdem sie nachts zum Angriff gerüstet hatten, lag am Morgen dichter Nebel über den Feldlagern und der Landschaft, sodass die Heere nicht im Dorf aufeinander trafen, sondern sich verfehlten. Aus Dankbarkeit über die Verschonung des Dorfes vor Kriegsleid und als Bitte für die Zukunft sei von den Dorfbewohnern an den Stellen der Feldlager je ein Steinkreuz errichtet worden. Die Kreuze werden auch „Schwedenkreuze“ genannt und sind aus Seeberger Sandstein. Ihre Verschiedenartigkeit legt jedoch nahe, dass sie nicht aus der gleichen Zeit stammen. Allerdings sind beide schon sehr alt, vermutlich aus dem 15. Jahrhundert stammend, denn sie wurden in den Kleinrettbacher Flurbeschreibungen schon 1691 genannt: Es wurde Ackerland erwähnt mit der Bezeichnung „an der Erffurter strassen … bey dem Erffurter Creutz“. Schon 1683 wurden beide Kreuze auf dem ältesten Kleinrettbacher Flurplan eingezeichnet. Im 19. Jahrhundert wurde der Verlauf der Wege nach Grabsleben und Erfurt geändert und damit auch der Standplatz der Kreuze. Das Grabslebener Kreuz stand seitdem inmitten eines Feldes und war bei hohem Getreidestand nicht zu sehen. Es bestand dadurch die Gefahr einer Verletzung des Kreuzes durch Ackerbaumaschinen, aber auch eine Beschädigung dieser Maschinen. Daher wurde es 2008 an den neuen Grabslebener Weg versetzt und mit einer Sitzgruppe versehen. Das Grabslebener Kreuz hat eine (oberirdische) Höhe von 125 cm, ist 88 cm breit und wirkt mit einer Stärke von 33–38 cm ausgesprochen mächtig. Die lateinische Grundform zeigt rechtwinklig gekreuzte Balken. An den Armunterseiten und an der Schaftseite sind die typischen Spuren von Scharriereisen zu sehen. Unter dem Kreuz vermutete man 1866 einen Schatz, die Suchgrabung verlief jedoch vergebens. Das Erfurter Kreuz ist zwar ca. 15 cm höher als sein westliches Pendant, wirkt aber mit seiner geringeren Balkenhöhe und -stärke sowie durch seine anders geformten Arme eleganter und zierlicher. Kopf, Arme und Schaft verjüngen sich zur Mitte hin, die Umrisskanten sind abgerundet. Das Kreuz steht quer zum Weg. In seiner Nähe lädt eine Sitzbank zum Verweilen ein. Dieses Kreuz ist das ältere der beiden. Keines der Kreuze weist Inschriften oder Zeichnungen auf. Beide Kreuze stehen an der alten Handelsstraße zwischen Erfurt und süddeutschen Gebieten. Sie waren in der Karte der Geleitstraßen von 1633 als „Landt Stras Von Erfurt Vber den Waldt (= Thüringer Wald) Vf Schmalkalden Vndt Franckfurt“ eingezeichnet. Die Karte wurde 1894 von Luise Gerbing publiziert. Das westliche Kreuz steht zudem noch an einem Jakobsweg.
In der Nähe des Grabsleber Kreuzes steht eine Historische Birke (so der Name auf einem Wegweiser), der man zwar ihr Alter, nicht jedoch ihre historische Bedeutung ansieht. Entsprechende Informationen sind auf Infotafeln auch nicht vorhanden. Auf einer alten Landkarte ist der Ort mit Die Dornenhecke gekennzeichnet, von der allerdings heute nichts mehr zu sehen ist.

### Rettbach und Siebgen-Quelle

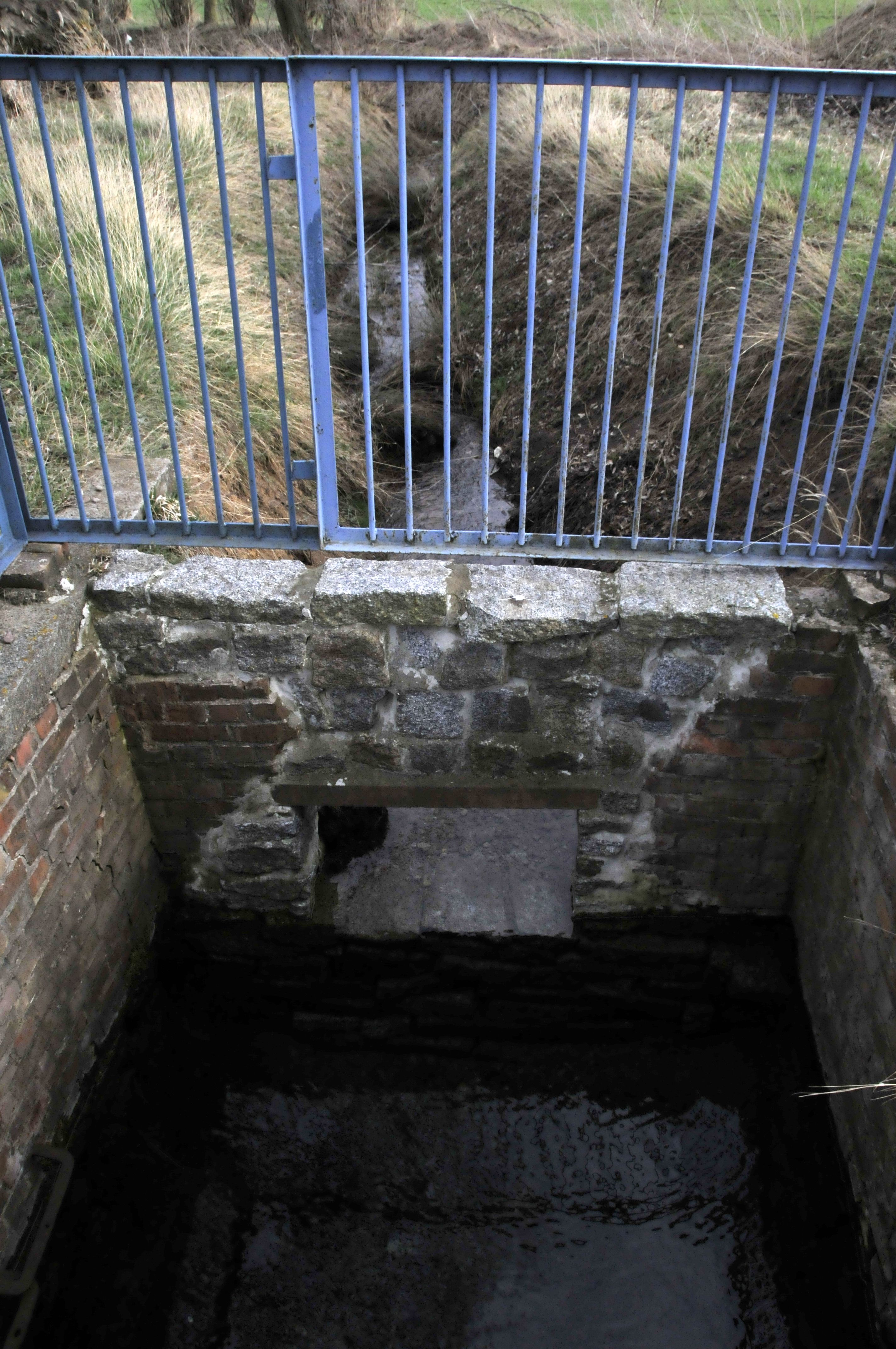
Die Quelle mit eingefasstem Quelltopf (Überlauf in Richtung Süden)

Nordöstlich des Ortes befindet sich die Siebgen-Quelle. Hier entspringt der Rettbach.